# Xã Plainview, Quận Wabasha, Minnesota
Xã Plainview (tiếng Anh: Plainview Township) là một xã thuộc quận Wabasha, tiểu bang Minnesota, Hoa Kỳ. Năm 2010, dân số của xã này là 443 người.